# Ta'm e guilass
El gust de les cireres (en persa طعم گیلاس Tam-e gilās) és una pel·lícula iraniana (coproduïda amb França), Dirigida, escrita, produïda i muntada per Abbas Kiarostami, es va estrenar el 1997.

## Argument
Un home gran d'uns cinquanta anys, desesperat, es posa a buscar algú que acceptés, per diners, fer una feina especial. Als afores de Teheran, troba una sèrie de personatges, entre els quals un soldat, un seminarista i un empleat d'un museu. Cadascun reacciona a la seva proposició de manera diferent.

## Repartiment
- Homayun Ershadi: M. Badii
- Abdolrahman Bagheri: M. Bagheri
- Afshin Khorshid Bakhtiari: un soldat
- Safar Ali Moradi: un soldat
- Mir Hossein Nuri: el seminarista

## Al voltant de la pel·lícula
- Prohibida a l'Iran, aquesta pel·lícula va arribar a Canes a l'últim minut perquè les autoritats n volien donar el visat per l'estrena. En efecte, Kiarostami no havia mostrat la seva pel·lícula al Festival de Teheran per tal d'obtenir l'aval de la censura.
- En resposta a la pregunta: « Quan fa una pel·lícula, ha de canviar alguna cosa en la gent que la fa i en els espectadors?», Kiarostami va respondre: « Efectivament, en una preestrena, una jove ha vingut a dir-me que  El gust de les cireres li havia salvat la vida. »;

## Premis i nominacions
- Palma d'Or al Festival de Cannes 1997, ex æquo amb Unagi (L'anguil) de Shohei Imamura.